# Willians dos Santos Santana
Willians dos Santos Santana, besser bekannt als Willians Santana oder kurz Willians, (geboren am 22. Mai 1988 in Aracaju) ist ein brasilianischer Fußballspieler.

## Karriere
Der damals 13-Jährige begann seine Karriere 2001 beim Verein EC Vitória. Er arbeitete sich ab der U13 bei allen Stufen durch. Nachdem er die U-20 abgeschlossen hatte, wurde er zunächst im Reserveteam eingesetzt. 2007 fiel er bei den Spielen gegen die Vereine EC Bahia und Flamengo Rio de Janeiro auf. Im Jahr 2008 zeugte er gegenüber Fans und der Presse Misstrauen und der Verein gewann mit dem Trainer Vagner Carmo Macini den Série A. Nach zwei Jahren wurde er vom Verein Palmeiras São Paulo ausgeliehen. Sein Debüt gab er am 5. Januar 2009 beim 3:2-Sieg gegen einen Verein aus Quito bei der Copa Libertadores. Weitere Stationen in seiner Karriere waren Fluminense Rio de Janeiro, Sport Recife und América Mineiro. Ab Januar 2015 stand er für den Verein EC Bahia unter Vertrag. Nach der erfolgreichen Teilnahme an der Staatsmeisterschaft, wechselte er im Juni des Jahres nach Japan zu Matsumoto Yamaga. Hier blieb er bis Saisonende 2016, danach kehrte er in seine Heimat zurück. Seitdem spielt er hier meist bei unterklassigen Klubs für die Austragung eines Wettbewerbs.

## Erfolge
Vitória
- Staatsmeisterschaft von Bahia: 2007, 2008

Bahia
- Staatsmeisterschaft von Bahia: 2015